# Knowable Magazine
Knowable Magazine è una pubblicazione online senza scopo di lucro, edita dalla casa editrice scientifica Annual Reviews. La rivista tratta le scoperte scientifiche e l'importanza del lavoro accademico in stile giornalistico, utilizzando le informazioni delle 51 riviste di revisione di Annual Reviews per derivarne articoli su argomenti vari (salute e malattia, società, geografia, ambiente e altri argomenti scientifici), collegandosi a fonti accademiche. Knowable Magazine è sostenuta da sovvenzioni della Gordon and Betty Moore Foundation e della Alfred P. Sloan Foundation.[1][2]

## Storia
Lanciata nell'ottobre 2017, nell'anno successivo Knowable Magazine ha vinto il Premio Ozzie della rivista Folio per la categoria "Consumer / Custom". Inoltre, nel 2020 fu premiata con i Webby Awards.
Ha vinto o ricevuto delle menzioni d'onore in diverse categorie dei Premi Eddie e Ozzie della rivista Folio per gli anni 2018, 2019, e 2020. Tra i premi che Knowable Magazine ha ricevuto per i suoi articoli figurano anche il Premio giornalistico Jonathan Eberhart per le scienze planetarie, assegnatole nel 2020 dall'American Astronomical Society per la scrittura divulgativa; i premi Miglior articolo scientifico in forma breve (2020, 2019, 2018); il premio per i migliori articoli e saggi online, ricevuto dalla rivista Entropy Magazine nel 2018.
A partire dal 13 ottobre 2022 Knowable è pubblicato sia in inglese che in spagnolo.

## Licenza d'uso
Knowable Magazine può essere letto gratuitamente.
Gli articoli della rivista sono soggetti a copyright e pubblicati con licenza CC BY-ND che tuttavia vieta opere derivate.
The Atlantic, PBS NewsHour, Scientific American, Smithsonian, Discover, la BBC, The Washington Post e Ars Technica hanno ripubblicato vari articoli di Knowable Magazine.